# Теодора Комнин (ћерка цара Јована II)
Теодора Комнин (средњи грчки: Θεοδωρα Κομνηνη, Теодора Комнина, * 1116; † 12. мај 1157) из династије Комнин била је принцеза Византијског царства рођена у пурпуру.
Била је трећа ћерка византијског цара Јована II Комнина (1087—1143) и царице Ирине Арпад (1088—1134), ћерке краља Ласла I, краља Угарске (1077—1095). Теодора је била сестра царева Алексија Комнина (1106—1142) и Манојла I Комнина (1118—1180).
Теодора се удала за Манојла Анему († 1146/47), паниперсеваста. Имали су троје деце:
- Алексије Комнин Анема (* око 1131 или око 1133/35; † 1155/57), ожењен Аном Комнин Дука, унуком Исака Комнина, брата, цара Алексија I Комнина
- ћерка – Комнина Анема (вер. Марија, * око 1133), удата за Јована Анђела, пансеваста и севаста 1157/66, сина Михаила Анђела и нећака Константина Анђела († 1166)
- ћерка – Комнина Анема, вероватно мајка: Теодоре Комнин († око 1186), монахиња 1186, удата за Андроника Лапарда († 1183/1185), верена око септембра 1185 за угарског краља Белу III (* 1149; † 23. април 1196).

Теодора је умрла као удовица и монахиња 12. маја 1157. године.